# Piero Sadun
Piero Sadun (Siena, 11 novembre 1919 – Siena, 22 novembre 1974) è stato un pittore italiano.

## Biografia
Nato a Siena da famiglia ebrea, a causa delle leggi razziali fasciste Sadun lasciò gli studi liceali conseguendo il diploma studiando privatamente e già nei primi anni frequentò ambienti artistici cittadini dell'Istituto d'Arte e dello studio di Umberto Giunti; si trasferì quindi a Firenze per seguire lezioni private dapprima con Primo Conti e poi con Memo Vagaggini. Tornò quindi a Siena, dove aprì una bottega e produsse diverse opere, sotto lo pseudonimo di "Tommaso Duna". Nel 1943 si unì al gruppo partigiano della 23ª Brigata Garibaldi "Pio Borri" e l'anno successivo tornò nella città natale a seguito della sua liberazione dalle truppe nazi-fasciste.
Nel 1945 Sadun si trasferì a Roma e dal 1948 iniziò la carriera di insegnamento: due anni al Liceo artistico di Roma, dal 1951 al 1953 Centro sperimentale di cinematografia di Roma e da quell'anno all'Istituto d’Arte di Urbino; infine, nel 1969, fu nominato primo direttore della neonata accademia di belle arti dell'Aquila. Dal 1973, a causa di una grave malattia, venne sottoposto a cure mediche invasive che gli comportarono la perdita delle parola e l'anno seguente morì nella propria città natale.